# Claire E. Hutchin junior

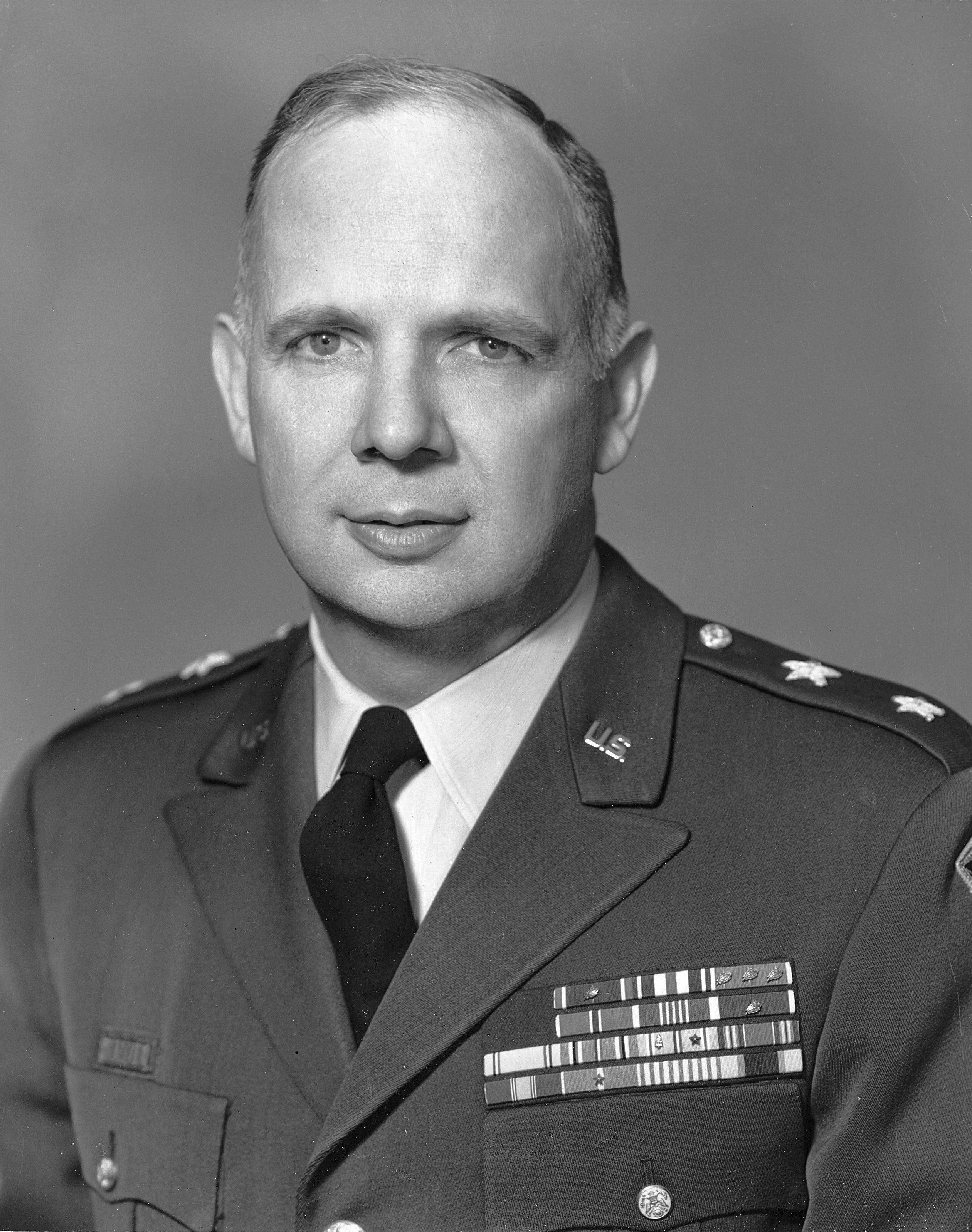
Generalleutnant Claire E. Hutchin, Jr.

Claire Elwood Hutchin, Jr. (* 9. Januar 1916 in Washington, Illinois; † 22. Juni 1980 in Severna Park, Anne Arundel County, Maryland) war ein US-amerikanischer Offizier und Generalleutnant der US Army, der für seine militärischen Verdienste und Tapferkeit im Koreakrieg zwei Mal mit dem Distinguished Service Cross ausgezeichnet wurde, der zweithöchsten militärischen Auszeichnung nach der Medal of Honor. Später war er unter anderem zwischen 1964 und 1966 Kommandeur der 4. Infanteriedivision (4th Infantry Division), von 1969 bis 1971 Kommandierender General des V. US-Korps (V Corps) und zuletzt von 1971 bis 1973 Kommandierender General der Ersten US-Armee (First US Army) war.

## Leben

### Offiziersausbildung, Zweiter Weltkrieg und Nachkriegszeit
Claire Elwood Hutchin, Jr. war das ältere Kind und der einzige Sohn des Rechtsanwalts Claire Elwood Hutchin und dessen Ehefrau Helen F. Hutchin. Er begann 1934 eine Offiziersausbildung an der US Military Academy in West Point. Nach deren Abschluss wurde er 1938 als Leutnant (Second Lieutenant) der Infanterie in die US Army übernommen und diente zunächst bis Juli 1941 in dem in Fort Benning stationierten 29. Infanterieregiment. Beim Angriff auf Pearl Harbor am 7. Dezember 1941 und dem Eintritt der Vereinigten Staaten in den Zweiten Weltkrieg am darauf folgenden 8. Dezember 1941 war er assistierender Stabsoffizier für Verwaltung (G 1) der 4. Infanteriedivision und absolvierte danach Anfang 1942 das Command and General Staff College (CGSC) in Fort Leavenworth. Im Anschluss übernahm er im April 1942 den Posten als Stabsoffizier für Nachrichtendienste (G 2) der 7. Infanteriedivision (7th Infantry Division) in Ford Ord.
1943 wurde Hutchin Stabsoffizier für Operationen und Planung (G 3) im Stab des IX. US-Korps (IX Corps). Ende 1943 wurde ihm der kriegsbedingte Rang (Wartime Commission) eines Oberstleutnants verliehen und er wurde in den Vereinigten Planungsstab (Joint Planning Staff) des US-Kommandos für Südostasien SEAC (South East Asia Command) versetzt. Nach Kriegsende wechselte er ins Kriegsministerium (US Department of War) und war dort Offizier im Referat Strategie der Abteilung Operationen des Generalstabes. Im November 1946 assistierender Zweiter Offizier (Assistant Executive Officer) der von General George C. Marshall geleiteten Sondermission von US-Präsident Harry S. Truman nach China. 1947 kehrte er abermals nach China zurück, als Mitglied der Mission des US-Präsidenten unter Leitung von General Albert Wedemeyer. Ende 1947 wurde er zunächst Sekretär und im Anschluss Stabsoffizier für Planung im Gemeinsamen Stab des Oberkommandierenden für den Pazifikraum CINCPAC (Commander-in-Chief, Pacific).

### Koreakrieg

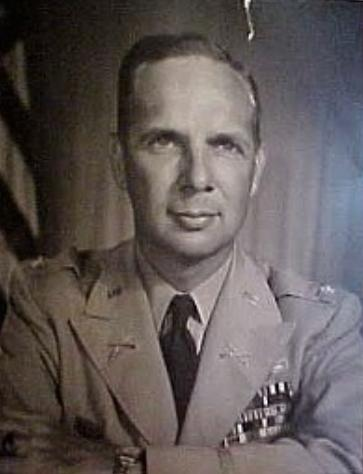
Claire E. Hutchin, Jr.

Zu Beginn des Koreakrieges wurde Oberstleutnant (Lieutenant Colonel) Claire Elwood Hutchin, Jr., Kommandeur des 1. Bataillons des 23. Infanterieregiments. Am 18. August 1950 bildete die B-Kompanie B seines Bataillons eine Aufklärungseinheit, deren Ziel es war, einen kombinierten Panzer-, Infanterie- und Artillerie-Angriff im nördlichen Teil des Hügels 409 durchzuführen. Um diese Streitkräfte besser kontrollieren zu können, gründete er seinen vorderen Beobachtungsposten auf einem Hügel unmittelbar hinter dem des Feindes. Im Verlauf des Angriffs wurde immer deutlicher, dass der beste Aussichtspunkt für die Kontrolle der gesamten Aktion der Beobachtungsposten des Bataillons war. Nachdem der Fein die Position von Oberstleutnant Hutchin als Beobachtungsposten des Kommandanten identifiziert hatte, wurde ein schweres Mörser- und Maschinengewehrfeuer auf ihn eröffnet. Ohne Rücksicht auf dieses extrem schwere Feuer blieb er in seiner exponierten Position und leitete die Operation. Für diese Verdienste wurde ihm am 11. Oktober 1950 mit dem Silver Star verliehen.
Sein Bataillon wurde in der Nähe von Changyong am 31. August 1950 durch nordkoreanische Streitkräfte in überwältigender Zahl auf einer breiten Front angegriffen, die vom 1. Bataillon gehalten wurde. Angesichts einer fast sicheren Katastrophe erarbeitete Hutchin einen Plan, um sein Bataillon zusammenzustellen und es in eine wirksame Streitmacht umzuwandeln. Für außergewöhnliches Heldentum im Kampf wurde er daraufhin am 14. Dezember 1950 erstmals mit dem Distinguished Service Cross ausgezeichnet, der zweithöchsten militärischen Auszeichnung nach der Medal of Honor.
Hutchin zeichnete sich vom 25. bis 30. November 1950 erneut durch außergewöhnliches Heldentum gegen feindliche Angreifer in der Nähe von Kujang-dong aus. Während dieser Zeit war das 1. Bataillon an einer Reihe von Verteidigungsaktionen, Gegenangriffen und Rückzügen beteiligt, die vom 23. Infanterieregiment gegen eine Übermacht feindlicher Streitkräfte geführt wurden. Am Morgen des 28. November 1950 wurde die Kompanie C von einer zahlenmäßig überlegenen feindlichen Einheit aus ihren Positionen vertrieben, was zu einem Verlust an Ausrüstung und Waffen führte, und die Kompanie war völlig unorganisiert. Als er erfuhr, dass alle Offiziere der Kompanie und die Mehrheit der Unteroffiziere bei diesem Einsatz entweder getötet oder verwundet wurden, organisierte er die Überreste der Kompanie neu und führte die verbleibenden Männer persönlich zu einem Gegenangriff. Angesichts des extrem schweren feindlichen Feuerwaffen leitete er persönlich diese Operation und es gelang den größten Teil der verlorenen Ausrüstung wieder zu gewinnen. Dies entlastete die C-Kompanie C, die umzingelt war. An diesem Nachmittag, als das 1. Bataillon als Nachhut für den Rückzug der 2. Infanteriedivision aus Kujang-dong bestimmt wurde, übernahm er persönlich das Kommando über die Nachhut-Einheit, die nur aus einer Schützenkompanie und einer Panzerkompanie bestand. Während der darauf folgenden Angriffe der Übermacht von zwei feindlichen Bataillonen wurde er durch Granatsplitter im Gesicht verletzt, behielt jedoch die Kontrolle und lenkte die Verteidigungsaktionen der Nachhut. Für diese militärischen Leistungen und seine Tapferkeit wurde er am 19. Juli 1951 zum zweiten Mal mit dem Distinguished Service Cross geehrt.

### Aufstieg zum Generalleutnant und Ruhestand
Nach Ende des Koreakrieges fand Claire Hutchin zahlreiche weitere Verwendungen als Offizier und Stabsoffizier. Als Nachfolger von Generalmajor Frederick R. Zierath übernahm er als Generalmajor (Major General) im September 1963 den Posten als Kommandeur der 4. Infanteriedivision (4th Infantry Division), der in Fort Carson stationierten „Ivy Division“, und behielt diesen bis zu seiner Ablösung durch Generalmajor Arthur S. Collins, Jr. im Juni 1965. Als Generalleutnant (Lieutenant General) fungierte er zwischen Juli 1967 und August 1969 als stellvertretender Kommandeur sowie Chef des Stabes des US-Pazifikkommandos (US Pacific Command) und wurde für seine dortigen Verdienste erstmals mit der Army Distinguished Service Medal geehrt.
Am 15. September 1969 löste Generalleutnant Hutchin Generalleutnant Andrew Boyle als Kommandierender General des in Frankfurt am Main stationierten V. US-Korps (V Corps) ab und verblieb auf diesem Posten bis zum 23. Januar 1971, woraufhin Generalleutnant Willard Pearson ihn am 14. Februar 1971 ablöste. Nach seiner Rückkehr in die USA löste er 1971 Generalleutnant Jonathan O. Seaman als Kommandierender General der Ersten US-Armee (First US Army) in Fort George G. Meade ab und bekleidete diesen Posten bis zu seinem Ausscheiden aus dem aktiven militärischen Dienst und seinem Eintritt in den Ruhestand 1973. Sein Nachfolger wurde daraufhin Generalleutnant Glenn D. Walker. Für seine Verdienste in dieser Funktion wurde ihm 1973 erneut die Army Distinguished Service Medal.
Nach seinem Eintritt in den Ruhestand engagierte sich Claire Elwood Hutchin, Jr. zwischen 1973 und 1977 als Exekutivdirektor der Maryland Bicentennial Commission, die für die Planung, Programm, Koordinierung und Management der 200-Jahr-Feierlichkeiten des Bundesstaates zuständig war. Daneben war er in zahlreichen Organisationen tätig wie der Association of the US Army, dem Maryland State Cancer Crusade und dem Council of Greater Baltimore der United Service Organizations (USO), eine gemeinnützige Organisation, deren Ziel die Unterstützung und das Wohlergehen der US-amerikanischen Streitkräfteangehörigen und ihrer Angehörigen ist. Die Boy Scouts of America ernannten ihn zum Eagle Scout der Eagle Scout-Klasse von 1930 und verliehen zudem den Distinguished Eagle Scout Award der National Eagle Scout Association.
Aus seiner 1938 geschlossenen Ehe mit Katherine Porter Steel stammten die beiden Töchter Katherine und Marion sowie die beiden Söhne Claire III and William Hutchin. Nach seinem Tode wurde er auf dem Nationalfriedhof Arlington beigesetzt.

## Auszeichnungen
Auswahl der Dekorationen, sortiert in Anlehnung der Order of Precedence of Military Awards:
- Distinguished Service Cross (2 ×)
- Army Distinguished Service Medal (2 ×)
- Silver Star
- Legion of Merit (5 x)
- Bronze Star (2 x)
- Army Commendation Medal
- Purple Heart